# 佐溝育子
佐溝 育子（さみぞ いくこ、1974年1月17日 - ）は、元タレント、喜劇女優。大阪NSC11期生。兵庫県神戸市出身。本名同じ。

## 来歴
1992年3月、吉本興業が運営する養成所吉本総合芸能学院（NSC）のオーディションに合格し、同年4月より大阪NSC11期生となる。同期には、中川家・陣内智則・ケンドーコバヤシ・たむらけんじ・野々村友紀子・ハリウッドザコシショウ・烏川耕一・たいぞうらがいる。
在学中である1992年10月より、毎日放送の深夜番組（月〜金）『テレビのツボ』にチャンネルくんとして、週に2回のレギュラー出演をする。
1993年4月、吉本新喜劇の若手座員による新たな取り組み吉本新喜劇プロジェクト（YSP）のオーディションに合格。幼い頃からの夢であった吉本新喜劇の女優となる。YSPのメンバーには藤井隆らがいる。
なんばグランド花月（NGK）で公演している吉本新喜劇に出演する他、花紀京・岡八朗が座長を務めていた、日本各地を巡業する吉本新喜劇にも多数出演していた。

## 出演番組
- よしもと新喜劇（毎日放送）
- テレビのツボ（毎日放送）